# Hannam-Inseln
Die Hannam-Inseln sind eine Gruppe aus drei kleinen Inseln vor der Georg-V.-Küste im Australischen Antarktis-Territorium. Sie liegen zwischen Kap Denison und Kap Gray im östlichen Teil der Commonwealth-Bucht.
Teilnehmer der Australasiatischen Antarktisexpedition (1911–1914) unter der Leitung des australischen Polarforschers Douglas Mawson entdeckten sie. Mawson benannte sie nach Walter Henry Hannam (1885–1965), Funker bei dieser Forschungsreise.